# アナウンサーのメイク室
『アナウンサーのメイク室』（アナウンサーのメイクしつ）は、秋田朝日放送で不定期に放送されているローカルミニバラエティ番組である。

## 番組内容
出演者たちがメイク室で秋田朝日放送の番組宣伝やキャンペーンに関するトークを夜な夜な繰り広げるミニバラエティ番組である。出演者は、カメラに背を向けて、顔を鏡越しに写しながらトークを行う。
番組は、トーク→番組宣伝→トークの構成となっており、出演者は女性2名で放送されることが多い。

## 出演者
- 塩地美澄（秋田朝日放送アナウンサー、メイク室の主）
- 手島千尋（当時秋田朝日放送アナウンサー）
- 和気徹児（秋田朝日放送アナウンサー、不定期出演）
- 北田牧子（秋田朝日放送アナウンサー）
- 千田まゆこ（秋田朝日放送アナウンサー）
- シャバ駄馬男（44話、『ぷぁぷぁ金星』宣伝）
- バリトン伊藤（44話、『ぷあぷあ金星』宣伝）